# Флавий Теодор Георгий Прокопий
Флавий Теодор Георгий Прокопий (на латински: Flavius Theodorus Georgius Procopius) е управител на източноримската провинция Палестина Секунда (Palaestina Secunda) в началото на 6 век.
Споменат е в надпис, веороятно от 517/518 г., намерен в Diocaesarea (Sepphoris) в Галилея (днес Израел), че епископът на града Марцелин е наредил започване на строителни работи и обновяване на сграда.